# Jula (sieć sklepów)

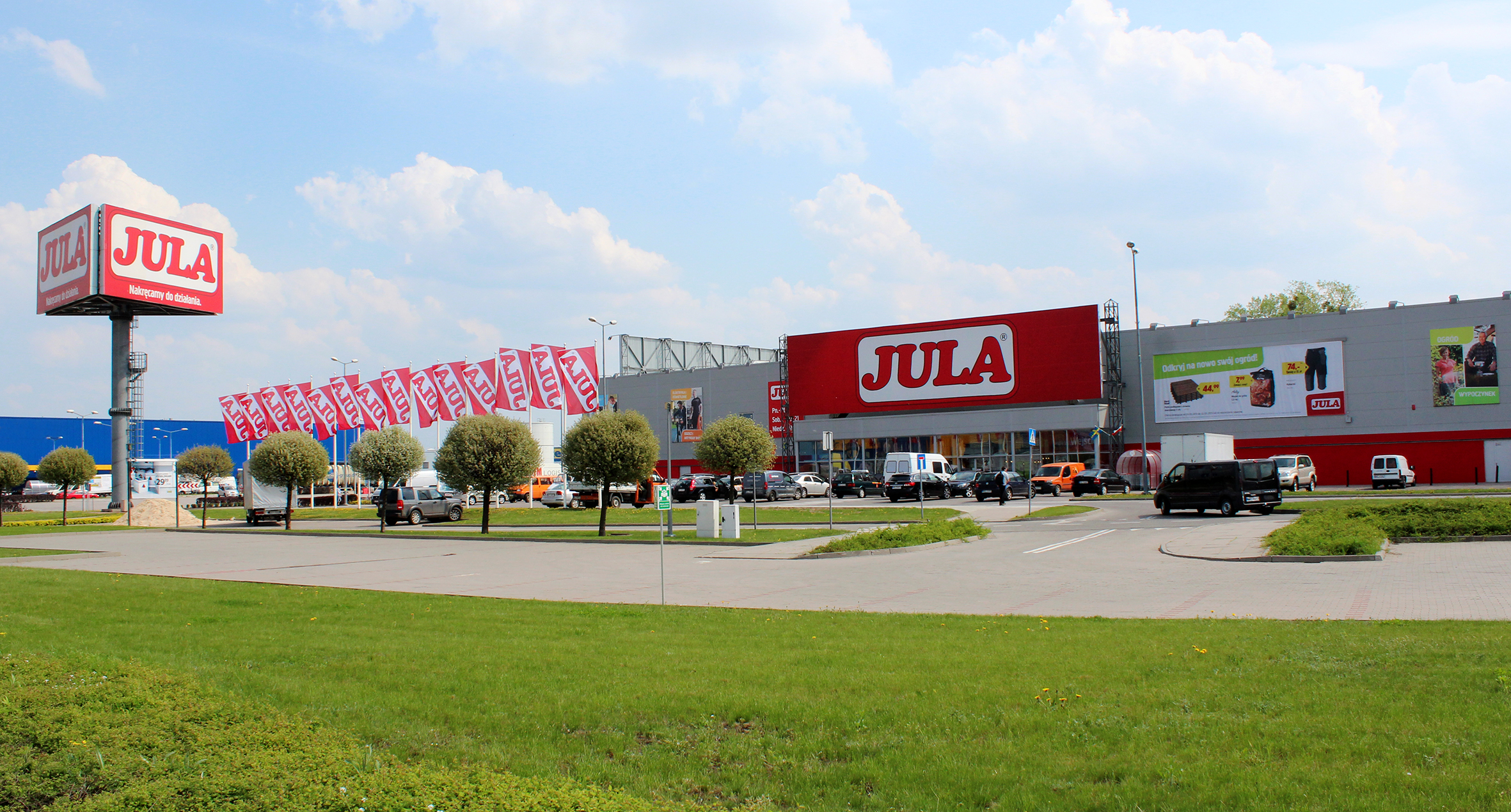
Siedziba Jula Poland

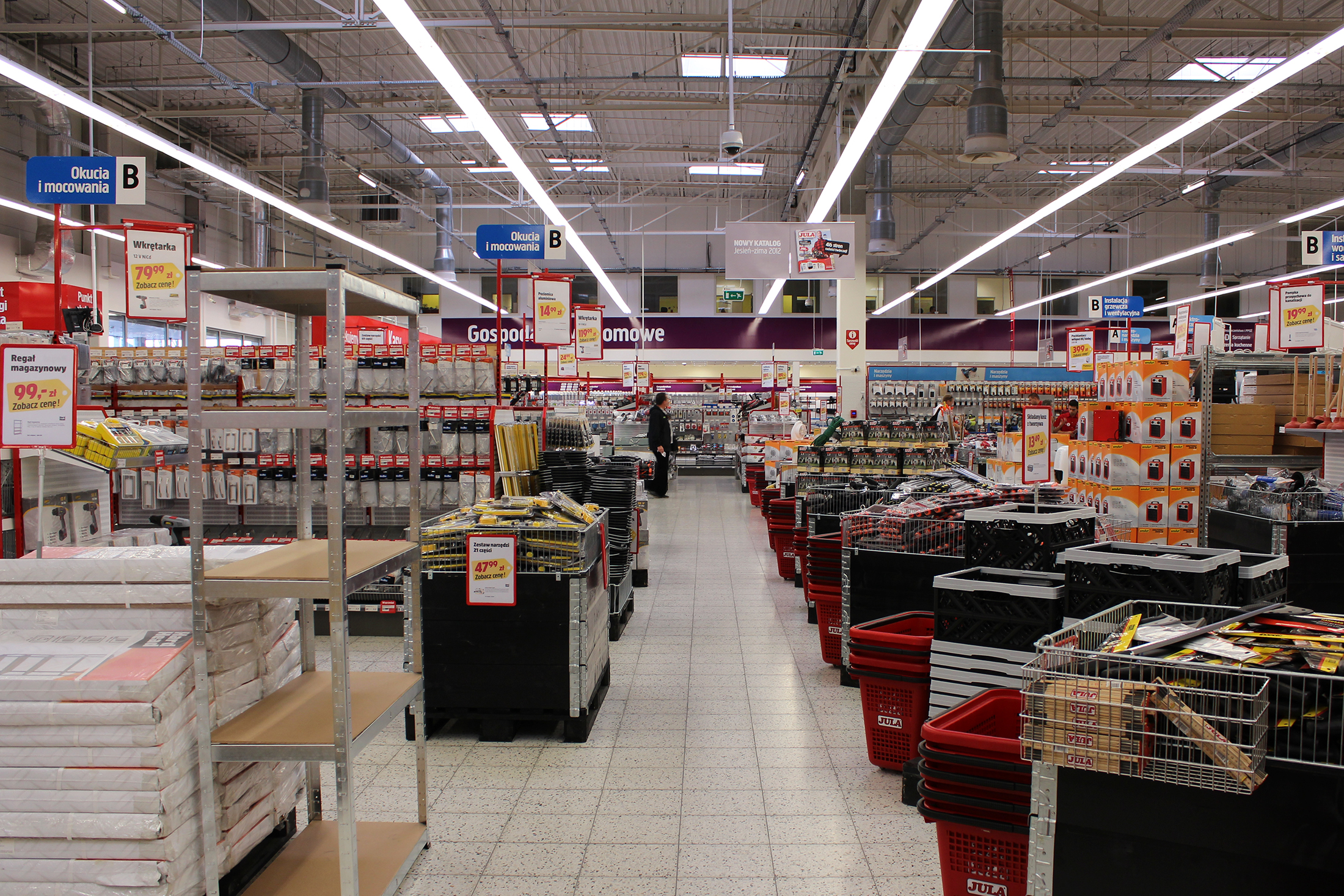
Wnętrze multimarketu

Jula – szwedzka sieć sklepów o formule multimarketu oferująca asortyment produktów kierowanych do majsterkowiczów, fachowców oraz do wszystkich osób lubiących aktywnie spędzać czas. Została założona w 1979 roku w Szwecji przez Larsa-Görana Blanka.
Jest to firma rodzinna, która w 2014 roku zatrudniała około 2200 pracowników. Główna siedziba Jula znajduje się w miejscowości Skara, w Szwecji.
W maju 2022 r. w Szwecji działało 58 sklepów Jula, w Norwegii 37, a w Polsce 22. Firma weszła również na rynek fiński.

## Koncepcja biznesowa
Asortyment podzielony jest na osiem głównych kategorii:
- Narzędzia i maszyny
- Artykuły budowlane i farby
- Elektryka i oświetlenie
- Odzież i artykuły BHP
- Ogród
- Wypoczynek
- Części i akcesoria samochodowe
- Gospodarstwo domowe[1]

## Historia
Jula rozpoczęła działalność w 1979 roku w Szwecji, w miejscowości Jultorp, od której pochodzi nazwa firmy. Lars-Göran i Irene Blank założyli przedsiębiorstwo Jula Industri AB i rozpoczęli produkcję łuparek do drewna Julakapen. Po kilku latach asortyment poszerzono o maszyny do spawania, tokarki, sprężarki i inne urządzenia przeznaczone do użytku w leśnictwie i rolnictwie, zaczęto też prowadzić sprzedaż wysyłkową. Założono nową spółkę zajmującą się sprzedażą wysyłkową – Jula Postorder AB, produkcja pozostała w spółce Jula Industri AB.
W 1995 roku liczba zatrudnionych pracowników przekroczyła 100 osób – Jula miała wówczas trzy sklepy, a jej obrót wynosił 200 milionów koron szwedzkich. Lars-Göran i wraz z synem Karlem-Johanem założyli firmę zajmującą się nieruchomościami – G&K Blanks Fastigheter AB, która miała na celu budowanie lub zakup nieruchomości.
W 2009 roku Karl-Johan Blank został szefem koncernu, a w 2010 roku spółka Jula Postorder AB zmieniła nazwę na Jula AB, podjęto też decyzję o zlikwidowaniu działu sprzedaży wysyłkowej. Kontynuowano działania ekspansyjne w innych krajach.

## W Polsce
W Polsce sieć rozpoczęła działalność w 2011 roku  wykupując dwa obiekty handlowe w okolicach Warszawy: w Jankach i przy centrum handlowym M1 w Markach.